# Charles Willumsen (roer)
 Ikke at forveksle med Charles Willumsen.
Charles Henry Willumsen (24. august 1918 - 27. november 1984) var en dansk roer fra Viborg.
Willumsen var styrmand i den danske otter ved OL 1948 i London. Jarl Emcken, Børge Hougaard, Poul Korup, Ib Nielsen, Holger Larsen, Niels Rasmussen, Gerhardt Sørensen og Niels Wamberg udgjorde roerne i båden. Danskerne kom i 1. runde ind på sidstepladsen i et heat mod de senere sølv- og bronzevindere fra Storbritannien og Norge, og sluttede derefter på andenpladsen i et opsamlingsheat mod Schweiz og Frankrig. Det betød at danskerne ikke kvalificerede sig til semifinalen og dermed var ude af konkurrencen.
Willumsen var også med til at vinde en EM-sølvmedalje i otter ved EM 1947 i Luzern.